# Reading Royals
Die Reading Royals sind eine US-amerikanische Eishockeymannschaft aus Reading, Pennsylvania. Das Team spielt seit 2001 in der ECHL.

## Geschichte
Die Columbus Chill aus der East Coast Hockey League zogen sich im Sommer 1999 aus dem aktiven Spielbetrieb zurück, um Platz für die neugegründeten Columbus Blue Jackets aus der National Hockey League zu machen. Nach zwei Jahren der Inaktivität wurde das Franchise nach Reading, Pennsylvania, umgesiedelt. Das Team ging anschließend eine Kooperation mit den Los Angeles Kings aus der NHL an und wurde in Anlehnung an deren Namen in Reading Royals umbenannt (mit den Manchester Monarchs und Ontario Reign tragen auch weitere Farmteams der Kings Namen, die sich auf den Adel beziehen). Nach dem Ende der Zusammenarbeit mit den Los Angeles Kings ist Reading seit 2008 Kooperationspartner der Toronto Maple Leafs und seit 2009 ebenfalls von den Boston Bruins. 
In der Saison 2012/13 gewann das Team erstmals den Kelly Cup, nachdem es in der Playoff-Finalserie die Stockton Thunder in fünf Begegnungen besiegt hatte. Zuvor war der bis dato größte sportliche Erfolg der Reading Royals das Erreichen der dritten Playoff-Runde in der Saison 2003/04, 2007/08 und 2009/10 gewesen, in welchen sie den Florida Everblades (2004) und Cincinnati Cyclones (2008 und 2010) unterlagen.

## Team-Rekorde

### Karriererekorde
Spiele: 212  Ryan Cruthers
Tore: 71  Olivier Labelle,  Ryan Cruthers
Assists: 152  Ryan Cruthers
Punkte: 223  Ryan Cruthers
Strafminuten: 539  Malcolm MacMillan
(Stand: Ende der Saison 2013/14)

## Bekannte Spieler
- Jean-François Boucher
- Louie Caporusso
- Yutaka Fukufuji
- Michael Hutchinson
- Jonathan Quick
- James Reimer
- Antoine Roussel
- Dany Roussin
- Shay Stephenson
- T. J. Kemp